# Agrypon canaliculatum
Agrypon canaliculatum là một loài tò vò trong họ Ichneumonidae.